# Tiarinia macrospinosa
Tiarinia macrospinosa is een krabbensoort uit de familie van de Majidae. De wetenschappelijke naam van de soort werd voor het eerst geldig gepubliceerd in 1939 door Alida Buitendijk.
Deze soort komt voor in de Indonesische Archipel. Ze werd verzameld in Kupang op het eiland Timor tijdens de Snellius-expeditie naar Nederlands-Indië in 1929-30.